# Línea 14 de TMB
La línea 14 es una línea suprimida el 29/2/2016 y relevada por la V11 y V13

## Horarios
| 14         | Primer servicio A: Bonanova | Primer servicio A: Pla de Palau | Último servicio A: Bonanova | Último servicio A: Pla de Palau |
| Laborables | 05:50                       | 06:35                           | 22:30                       | 23:20                           |
| Sábados    | 05:50                       | 06:35                           | 22:30                       | 23:20                           |
| Festivos   | 07:50                       | 08:35                           | 22:30                       | 23:20                           |

## Otros datos
| Prestación                   | Disponibilidad en la línea |
| ---------------------------- | -------------------------- |
| Adaptada a                   | Sí                         |
| TMB iBus (tiempo de espera ) | Sí                         |
| Pantallas informativas       | Sí                         |
| Línea de tránsito rápido     | No                         |
| Circula en días festivos     | Sí                         |